# リック・ミッチェル
リック・ミッチェル（Richard ("Rick") Charles Mitchell、1955年3月24日- 2021年5月30日）は、オーストラリアの陸上競技選手。1980年モスクワオリンピックの銀メダリストである。

## 経歴
ミッチェルはもとはラグビーの選手であり、1972年に17歳で陸上クラブに入会したきっかけもラグビーの翌シーズンに備えるためというものであった。陸上をはじめてから、ミッチェルは400mのランナーとして頭角を現すようになり、1974年には47秒7を記録。そして、1975年には45秒7のオーストラリアタイ記録を樹立。同年にはオーストラリアの国内大会を制するまで成長した。
ミッチェルは、1976年モントリオールオリンピックに出場。この大会ではオーストラリアは1つの金メダルも取ることができない大不振の大会であったが、ミッチェルは決勝に進出し45.40秒のオーストラリア新記録で6位という成績を残した。
ミッチェルは、2年後のコモンウェルスゲームズに出場。強風の中行われた400mのレースでは、強豪たちを下し、大きな国際大会で初めての優勝を果たす。さらに、4×400mリレーでもアンカーを務め銅メダルを獲得した。
ミッチェルは、1979年のワールドカップ陸上には出場せず、翌年のモスクワオリンピック出場に向けたトレーニングに力を入れることにした。これは4年前と同様の調整スタイルであった。国内において何度もオーストラリア新記録を樹立した。
ミッチェルは、オーストラリアチームのキャプテンに指名され、オリンピック直前にもオーストラリア新記録を出し絶好調のままオリンピックを迎えた。400mの予選は余裕で勝ちあがり、2大会連続の決勝進出を果たす。そして決勝レースでも44秒84の英連邦新記録、世界歴代12位の好タイムでゴールした。しかし、地元ソ連のビクトル・マルキンが44秒60で金メダル。ミッチェルは銀メダルを獲得した。
モスクワオリンピック後はヨーロッパを転戦する。このとき、ボイコットのため出場できなかったアメリカ選手とも対戦する機会が何度か訪れたが、ミッチェルはそのいずれでも勝利を収め、強さを印象付けた。

## 主な実績
| 年   | 大会                   | 場所                         | 種目         | 結果 | 記録      |
| ---- | ---------------------- | ---------------------------- | ------------ | ---- | --------- |
| 1976 | オリンピック           | モントリオール(カナダ)       | 400m         | 6位  | 45秒40    |
| 1978 | コモンウェルスゲームズ | エドモントン(カナダ)         | 400m         | 1位  | 46秒34    |
| 1978 | コモンウェルスゲームズ | エドモントン(カナダ)         | 4×400mリレー | 3位  | 3分04秒23 |
| 1980 | オリンピック           | モスクワ(ソビエト連邦)       | 400m         | 2位  | 44秒84    |
| 1982 | コモンウェルスゲームズ | ブリズベン(オーストラリア)   | 400m         | 2位  | 46秒61    |
| 1984 | オリンピック           | ロサンゼルス(アメリカ合衆国) | 4×400mリレー | 4位  | 2分59秒70 |